# (30406) Middleman
(30406) Middleman est un astéroïde de la ceinture principale d'astéroïdes.

## Description
(30406) Middleman est un astéroïde de la ceinture principale d'astéroïdes. Il fut découvert le 27 mai 2000 à Socorro (Nouveau-Mexique) par le projet LINEAR. Il présente une orbite caractérisée par un demi-grand axe de 2,25 UA, une excentricité de 0,11 et une inclinaison de 3,6° par rapport à l'écliptique.

## Compléments